# Datation samarium-néodyme

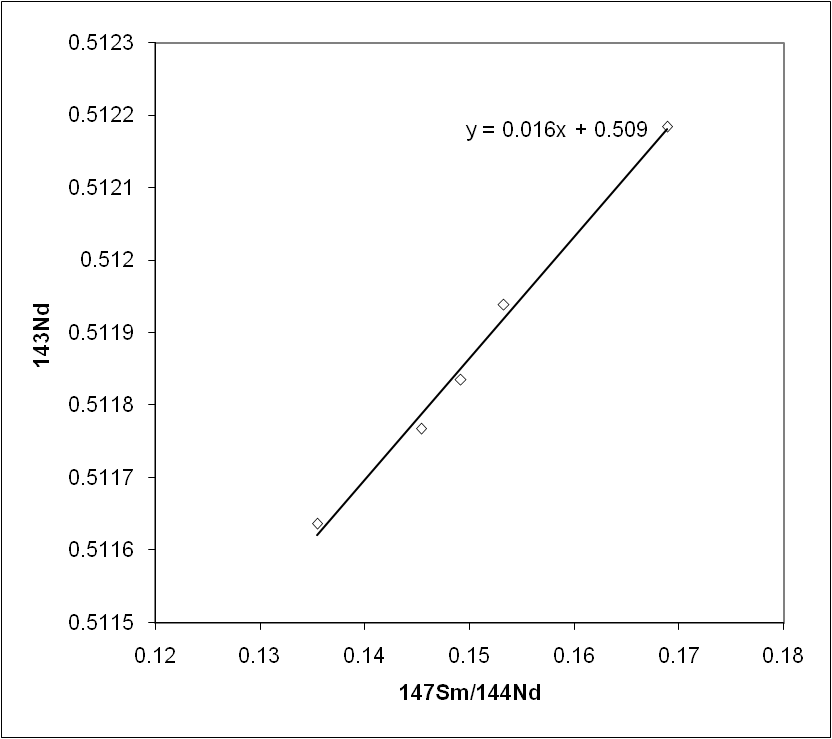
Isochrone Sm/Nd d'échantillons du Great Dyke, Zimbabwe. Diagramme de son propre travail en utilisant des points de données de : Oberhuer, T., Davis, D.W., Blenkinsop, T.G., Hoehndorf, A., 2002. Precise U–Pb mineral age, Rb–Sr and Sm–Nd systématiques for the Great Dyke, Zimbabwe— contraintes sur l'évolution de la croûte et la métallogenèse du craton du Zimbabwe. Recherche précambrienne, 113, 293–306

La datation samarium-néodyme est une méthode de datation radiométrique qui repose sur la désintégration α de l'isotope 147Sm vers 143Nd. La demi-vie du 147Sm est de 1,06 × 1011 ans. 

La constante de désintégration λ associée vaut 6,54 × 10−12 ans-1, cette faible valeur fait que la méthode est adaptée à la mesure d'âges supérieurs à un milliard d'années.

## Intérêt
- Les terres rares sont résistants au lessivage[1].
- Le couple Sm-Nd est peu sensible aux variations thermiques[1].

## Application à des méthodes de datation

### Calcul direct
On note {\displaystyle \left({\frac {{}^{143}\mathrm {Nd} }{{}^{144}\mathrm {Nd} }}\right)_{\mathrm {0} }} la proportion de 143Nd par rapport au 144Nd dans l'échantillon lors de sa formation (on suppose que l'on connaît son ordre de grandeur). À l'âge {\displaystyle t} on note {\displaystyle \left({\frac {{}^{143}\mathrm {Nd} }{{}^{144}\mathrm {Nd} }}\right)_{t}} et {\displaystyle \left({\frac {{}^{147}\mathrm {Sm} }{{}^{144}\mathrm {Nd} }}\right)_{t}} les proportions respectives de 143Nd et de 147Sm par rapport au 144Nd, ces proportions étant mesurables directement. La quantité de 144Nd étant a priori constante. On peut alors calculer {\displaystyle t} grâce à la formule suivante:
Cette méthode est cependant sujette à des incertitudes, si bien qu'en pratique et on lui préfère la méthode isochrone.

### Méthode des isochrones
La formule vue précédemment peut se réécrire {\displaystyle \left({\frac {{}^{143}\mathrm {Nd} }{{}^{144}\mathrm {Nd} }}\right)_{t}=\left({\frac {{}^{143}\mathrm {Nd} }{{}^{144}\mathrm {Nd} }}\right)_{\mathrm {0} }+(e^{\lambda \cdot t}-1)\cdot \left({\frac {{}^{147}\mathrm {Sm} }{{}^{144}\mathrm {Nd} }}\right)_{t}} ; on y reconnait l'équation d'une droite dont le coefficient directeur vaut {\displaystyle e^{\lambda \cdot t}-1}, ce qui permet de calculer l'âge {\displaystyle t} de la roche.
Par conséquent si l'on arrive à mesurer {\displaystyle \left({\frac {{}^{143}\mathrm {Nd} }{{}^{144}\mathrm {Nd} }}\right)_{t}} et {\displaystyle \left({\frac {{}^{147}\mathrm {Sm} }{{}^{144}\mathrm {Nd} }}\right)_{t}} pour différents échantillons qui se sont formés au même moment avec une même valeur initiale du rapport {\displaystyle \left({\frac {{}^{143}\mathrm {Nd} }{{}^{144}\mathrm {Nd} }}\right)_{\mathrm {0} }}, par exemple différents minéraux d'une même roche, on peut grâce à une régression linéaire obtenir une équation de droite appelée isochrone de coefficient directeur {\displaystyle \alpha }. L'âge {\displaystyle t} cherché est alors {\displaystyle t={\frac {\ln(\alpha +1)}{\lambda }}}.
Cette méthode présente l'avantage de pouvoir généralement remonter jusqu'à la différenciation magmatique, car le système Sm-Nd est peu sensible à la température. En revanche ces deux éléments ont des comportements chimiques très proches, et donc les rapports {\displaystyle \left({\frac {{}^{147}\mathrm {Sm} }{{}^{144}\mathrm {Nd} }}\right)_{t}} varient peu suivant les différents échantillons, ce qui rend la régression linéaire moins précise.

### Méthode de l'âge modèle
La méthode consiste à extrapoler la valeur initiale de la quantité {\displaystyle \left({\frac {{}^{143}\mathrm {Nd} }{{}^{144}\mathrm {Nd} }}\right)_{\mathrm {0} }} en choisissant celle obtenue pour des météorites. Cette méthode fait l'hypothèse que le néodyme présent sur Terre avait initialement la même répartition isotopique que dans les chondrites. Une comparaison avec le rapport obtenu pour l'échantillon à dater donne alors son âge.

## Applications
- Des basaltes ramenés de la Lune par la mission Apollo 17 ont été datés grâce au système samarium-néodyme en utilisant la méthode des isochrones[1].
- La mise en évidence de roches datant de l'Hadéen préservées dans la ceinture de roches vertes de Nuvvuagittuq a été mise en évidence par la datation au samarium-néodyme d'échantillons vieux d'environ 4,1 milliards d'années[2].